# Milka Fritsch
Wilhelmine Dorothea Emilie Fritsch, kurz Milka Fritsch, geborene Harnoch, (* 6. Januar 1867 in Pitschen (Oberschlesien); † 28. Januar 1937 in Potsdam) war eine deutsche Politikerin (DVP).

## Leben und Wirken
Sie war die Tochter des Pfarrers Agathon Harnoch (1837–1905) und dessen Ehefrau Emilie Riedelsberger. Die Mutter starb kurz nach der Geburt ihrer Tochter. In ihrer Kindheit wurde Harnoch zunächst von ihrem Vater privat unterrichtet, später besuchte sie die Stadtschule in Pitschen und die Höhere Mädchenschule in Osterode in Ostpreußen.
Harnoch heiratete den Gymnasiallehrer Carl Fritsch (1854–1929). Aus der Ehe ging der als Architekt bekannt gewordene Sohn Georg Fritsch (1890–1955) hervor. Mit ihrem Mann lebte Fritsch an dessen wechselnden Dienstorten als Lehrer: Zunächst in Osterode, ab 1899 in Tilsit und ab 1909 in Königsberg.
1905 war Fritsch Leiterin der Abteilung Frauenarbeit auf der Gewerbeausstellung in Tilsit. Politisch tat sie sich erstmals als Gründerin und Vorsitzende eines Vereins zu Frauenbildung in Königsberg hervor, dem 1918 mehr als achtzig Frauen angehörten. Der Verein setzte sich unter anderem – auf aufklärerischem, nicht auf aktivistischem Wege – für das Frauenstimmrecht ein. Beim „Verein Frauenbildung-Frauenstudium“ gehörte sie zu den Vorsitzenden der preußischen Abteilungen des Vereins. Reagin beschreibt Fritsch politisch als eine „Hausfrauenaktivistin“.
Um 1919 trat Fritsch in die neugegründete Deutsche Volkspartei (DVP) ein.
Am 28. März 1923 zog Fritsch im Nachrückverfahren für den verstorbenen DVP-Abgeordneten Hermann Cuno als Abgeordnete in den Reichstag ein. In diesem vertrat sie anschließend knapp ein Jahr lang, bis zur Neuwahl des Reichstags im Mai 1924, den Wahlkreis 1 (Ostpreußen).
Nach ihrem Ausscheiden aus dem Reichstag zog Fritsch sich in ein unauffälliges Privatleben in Potsdam zurück.

## Schriften
- Was können wir Frauen zur Hebung der Volksgesundheit tun? Ein Frauen- und Mütterheft (= Flugschriften der Deutschen Gesellschaft zur Bekämpfung der Geschlechtskrankheiten Heft 17). Deutsche Gesellschaft zur Bekämpfung der Geschlechtskrankheiten, Berlin [ca. 1928].